# Wybory do Parlamentu Europejskiego na Cyprze w 2014 roku
Wybory do Parlamentu Europejskiego VIII kadencji na Cyprze zostały przeprowadzone 25 maja 2014. Cypryjczycy wybrali 6 eurodeputowanych. Podział mandatów między ugrupowania nie zmienił się w stosunku do poprzednich wyborów. Frekwencja wyniosła 43,97%.

## Wyniki wyborów
| Lista wyborcza                                  | Głosy   | %     | Mandaty |
| ----------------------------------------------- | ------- | ----- | ------- |
| Zgromadzenie Demokratyczne + Partia Europejska  | 97 732  | 37,75 | 2       |
| Postępowa Partia Ludzi Pracy                    | 69 852  | 26,98 | 2       |
| Partia Demokratyczna                            | 28 044  | 10,83 | 1       |
| Ruch na rzecz Socjaldemokracji + KOP            | 19 894  | 7,68  | 1       |
| Pozostali (14 partii i kandydatów niezależnych) | 43 392  | 16,77 | 0       |
| Głosy nieważne i puste                          | 7977    | 2,99  | –       |
| Razem                                           | 266 891 | 100   | 6       |